# 球狀閃電防空坦克
球狀闪电防空坦克（德語：Flakpanzer IV Kugelblitz）是纳粹德国在第二次世界大戰后期研制的一款防空坦克。直至二战结束只生产了五辆。相比早期的自走高射炮，球狀闪电防空坦克設有一个全封闭式的旋转炮塔。

## 發展
1943年后，由於德國空軍战斗力下降，大量装甲车辆被盟军战机摧毁,因此需要为装甲部队研制一款能够伴随装甲部队越野机动的自行高炮。
由此，許多過渡性設計的自走防空炮計劃被提出，其中多採用了四號坦克的底盤，接連研製出「家具車式」、「旋風式」、「東風式」等，而閃電球式即是這一系列的最後之作。

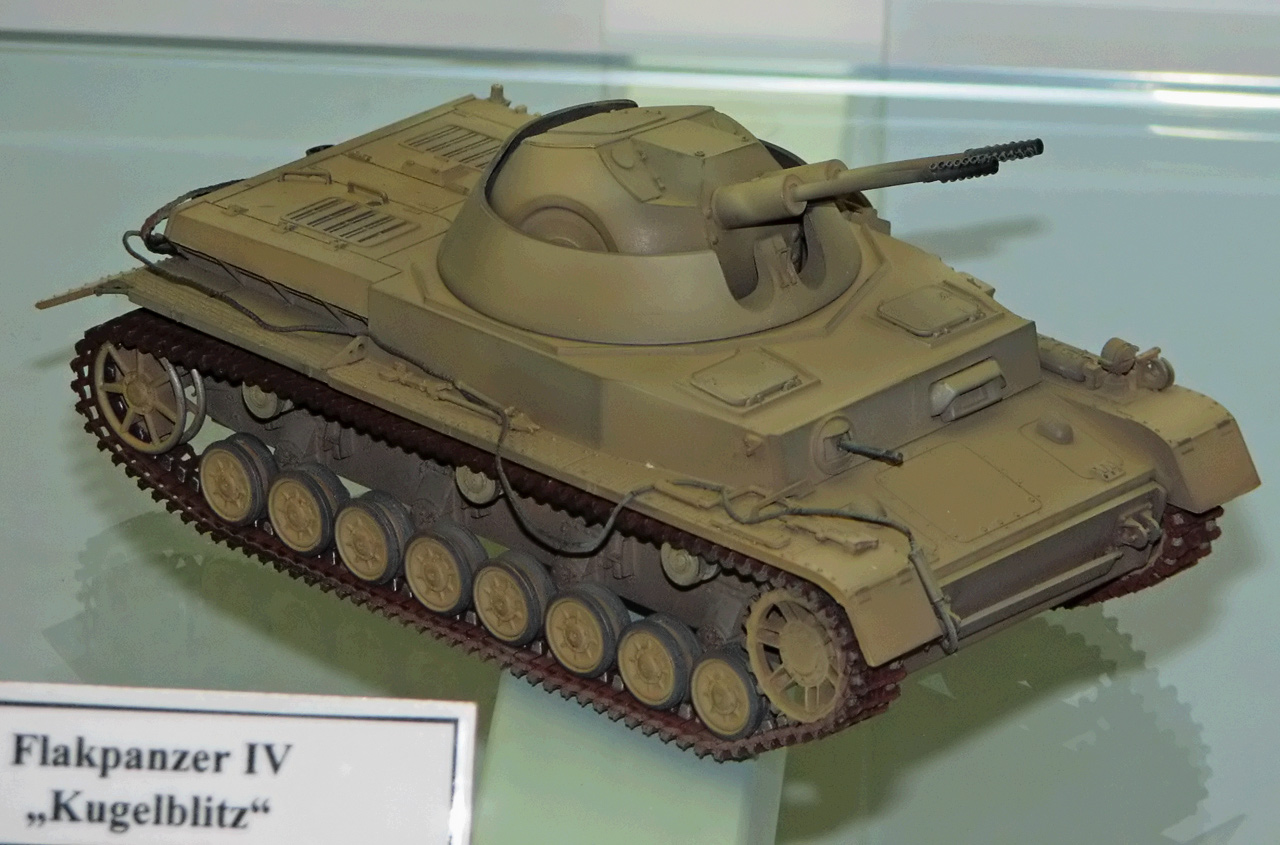
閃電球式防空坦克的模型。

球狀閃電設計方案的第一項建議是安裝修改過的U艇防空砲塔，並同樣使用四號坦克的底盤，配備了兩支口徑30毫米MK303布盧恩炮（德語：Brunn Guns，此配置亦被稱作“並聯高射砲”）。然而，最終因為不切實際、該砲尚未研發完成而放棄，何況它們原預計是要給德國海軍所使用。
因此，球狀閃電改使用兩支30毫米的 Zwillingsflak103/38，即雙聯裝的MK103。這種炮也被安裝到Do 335戰鬥機和Hs 129攻擊機之上，射速為每分鐘450發。
球狀閃電防空坦克在四號坦克的底盤上安裝了兩门新設計的30毫米機炮。砲塔被封閉，以保護炮手，而砲塔本身可以360°旋轉。
由於四號坦克的製造正準備終止，所以後來的版本改用LT-38坦克改造而成的追獵者式驅逐戰車的底盤。但沒有任何基於追獵者式驅逐戰車的球狀閃電防空坦克的原型被製造出來。

## 服役情況
球狀閃電防空坦克尚未開發出來，戰爭卻已經結束。一些原型車輛曾經完成，但目前還不清楚究竟有多少。而實際坦克的製造數目亦是未知。但有指球狀閃電防空坦克曾在柏林戰役中使用。
一輛球狀閃電防空坦克曾於參與了Spichra附近的戰鬥。期間遭到摧毀，被埋在Spatenberg山上，直至於1999年的開挖出土。

## 倖存車輛
收藏於Lehrsammlung DER Heeresflugabwehrschule之砲塔，後方為旋風式防空坦克
今天，倫茨堡的Lehrsammlung DER Heeresflugabwehrschule陳列了一個完整的球狀閃電防空坦克的砲塔部分。一個不完整的球狀閃電防空坦克支架也存在（相反地，沒有砲塔本身），但屬於私人收藏。

## 資料來源
- Information about the Kugelblitz at Panzerworld（页面存档备份，存于）
- Information about the Kugelblitz at Achtung Panzer （页面存档备份，存于）
- German Tanks of World War II: The Complete Illustrated history of German Armoured Fighting Vehicles 1926-1945, F. M. von Senger und Etterlin, translated by J. Lucas, Galahad Books, New York, 1969, ISBN 0-88365-051-7
- Chamberlain, Peter & Doyle, Hilary (1999) "Encyclopedia Of German Tanks Of World War Two"